# 町田満彩智
町田 満彩智（まちだ まあち、1993年1月13日 - ）は、日本のフリーアナウンサー、防災士。元TBS系列局アナウンサー。身長169cm。

## 来歴・人物
沖縄県浦添市出身。名前は「周りを明るく笑顔にできるような、優しい人になってほしい」と願って、音楽家の両親が名付けた。音楽用語の「march（明るく）」が由来。幼少から音楽を学び、器楽演奏（オーボエ）、歌、琉球舞踊の公演に出演。新報音楽コンクール管楽部門1位、中国大連国際音楽祭出場。
2011年に沖縄県立開邦高等学校英語科を卒業、青山学院大学教育人間科学部へ進学。大学時代に米国留学やNPO法人でのインターンを行う。東日本大震災以降毎月東北へ足を運び、アカペラを通して交流する活動を続けている。大学卒業後は日米政府機関広報を務める。
2017年にミス沖縄選出。沖縄県親善大使として年間300日国内外にて公務に従事。2019年ミス・ワールド・ジャパン日本伝統文化賞受賞。株式会社トークナビ アナウンサー入社後、千葉テレビリポーターやラジオパーソナリティ、テレビ東京インタビュアー、記者、講師を務める。
TBS系列青森テレビ入社後、2023年3月まで情報番組メインMCやニュースキャスターを務める。現在フリーアナウンサーとして千葉テレビなどに出演。

## 保有資格
- 防災士 日本防災士機構
- 新報音楽コンクール 1位
- ミス沖縄 2017 沖縄親善大使
- ミスワールド 2019 日本伝統文化賞
- 横手式腱エクササイズ認定トレーナー
- 米国公益法人 Leadership Program 修了
- 日本アナウンサーキャリア協会 アナウンサー講師検定 1級
- 日本アナウンサーキャリア協会 日本語マナー検定 1級
- 日本アナウンサーキャリア協会 司会者検定 1級
- 日本外国語専門学校 ビジネスマナー講師

## 出演

### テレビ
- ビジネススタイルスペシャル（千葉テレビ）
- みんなのニュース（フジテレビ中継リポーター）
- 日本エコー遺産紀行 ゴスペラーズの響歌（NHK）
- スイッチン!（テレビ北海道）
- Nスタみやぎ（東北放送）
- OTVニュース（沖縄テレビ）
- 沖縄BON!!（琉球放送）
- ミス沖縄特別番組（琉球放送）
- 春の九州沖縄（テレビ新広島）
- てっぺん!（テレビ静岡）
- 日曜なもんで!（テレビ愛知）
- EBC LiveNews（テレビ愛媛）
- Qプラス（琉球朝日放送）
- モーニングてらす!（宮崎放送）

### ラジオ
- 毎日新聞ニュース公式パーソナリティ
- U COOL LAB（FM沖縄）
- Island Today（ラジオ沖縄）
- MUSIC SHOWER Plus+（RBCiラジオ）
- くめじまTime（FMくめじま）
- GO!GO!ワイド（宮崎放送）
- ラジオ公開生放送（宮崎放送）
- やまもり☆ホッとスクランブル（FMやまと）

### MC
- 内閣府、沖縄県各種公式行事
- Needlescopic Surgery Meeting Routes Asia国際会議
- ドイツビーチサッカー代表歓迎式典
- 韓国ティーウェイ航空歓迎セレモニー
- ふるさと祭り東京（東京ドーム）
- サンゴの日（池袋サンシャイン）
- SONYアクアリウムイベント
- 北九州空港開港周年感謝祭
- 神宮外苑花火大会
- 九州沖縄春の大観光展
- FC琉球 VS ギラヴァンツ北九州（J3リーグ公式戦）
- 衆議院議員総選挙投票促進PRイベント
- ゲンティン・ドリーム クルーズ客船歓迎式典
- 沖縄県Okinawa Night in Seoul, Thailand
- 沖縄国際映画祭～Okinawa International Movie Festival～
- 神奈川県庁SDGs防災プレゼンテーション実施
- 沖縄県 Beauty 4 Days トークショー
- 岸本ビル60周年記念イベント
- CEO倶楽部新春賀詞交換会
- 沖縄県人材育成研修講師
- 沖縄県立開邦高等学校 特別授業講師
- 中村獅童オンラインPRイベント
- climbers2020 井上尚弥選手 インタビュアー
- 独立行政法人中小企業基盤整備機構イベント
- JAPAN INNOVATION DAY 2021,2022

### コンサート
- ゴッホ展（損保ジャパン）
- 東北応援ビレッジ（丸の内オアゾ）
- 気仙沼PORT（横浜ワールドポーターズ）
- あなたの一歩を応援するソーシャルイベントBloom the City（丸の内ビルディング）
- 定禅寺ストリートジャズフェスティバル
- 丸の内岸本ビル60周年記念 アカペラ演奏
- 早稲田大学ボランティアセンター コンサート